# 钱旺集团
钱旺集团、江苏钱旺信息产业控股集团、江苏钱旺集团，是张小雷等人在2010年创建的江苏钱旺智能系统有限公司（以下简称江苏钱旺）使用的一系列代称，2016年时，公司更名为成都钱坤智能系统有限公司。张小雷在创建江苏钱旺后，又创建、控股数十家公司。以其多层控股、通过高息吸储的社交型网络交易平台——“钱宝网”最为知名，而张小雷控股的众多企业又被称为“钱宝系”。
2017年12月27日，南京警方称张小雷在12月26日向南京市公安机关投案自首。随即引发钱宝网用户（投资人）的质疑。12月28日的报道，即认为这将是近年来规模仅次于e租宝的投资骗局。2018年2月2日，南京市公安局发布的通报中，初步统计张小雷等人未兑付的本金为300亿元。在2015年以来的网络借贷产生的非法集资案中，非法集资数额仅次于e租宝、“快鹿系”集资诈骗案。

## 钱旺集团
江苏钱旺由张小雷与黄希妍于2010年12月在南京市浦口区创建，主营业务为软件和信息技术服务业。张小雷是公司法定代表人和第一大股东，持股94.6%。2012年7月，成立的南京钱宝信息传媒有限公司（以下简称南京钱宝，2016时由张小雷和江苏钱旺完全控股），是钱宝网最早的运营方。
2015年的报道宣称，“钱旺集团已发展成为23家控股、参股及关联子公司的企业集团”。其投资的江苏吉信甘油科技有限公司拥有亚洲第一、世界第二的甘油生产基地。
钱宝网对外宣称，钱旺集团拥有的十余家子公司，主要子公司如下：上海钱柳电子商务有限公司、上海友稔智能科技有限公司（Qbike）、成都钱淼计算机科技有限公司（钱宝、微商）、上海藤榕网络科技有限公司（数据中心）、上海冰穹网络科技有限公司（冰穹互娱）、四川雷神空天科技有限公司等。业务涉及共享单车、无人机、大数据、网络游戏、电影票务等领域。
2016年11月，江苏钱旺更名为成都钱坤智能系统有限公司（以下简称成都钱坤），注册地迁至四川省成都市金堂县。同时，江苏钱旺及张小雷控股的南京钱宝及张小雷控股的数家公司一同迁出南京，南京钱宝改名为成都钱乾信息技术有限公司。
2017年7月6日，成都市金堂县市场和质量监督管理局将成都钱坤列入经营异常名录。

## 钱宝网
张小雷于2012年创建钱宝网，最初由南京钱宝负责钱宝网运营，后由上海洋井网络科技有限公司（2014年成立）负责运营。上海洋井股东为张小雷及其控股的成都钱乾信息技术有限公司（原南京钱宝）。
钱宝网于2017年12月26号被南京公安突然关闭，之前已公开运行5年，获得央视及本地媒体正面宣传，自称“平台流水超过500亿元，注册用户超过2亿”。缴纳保证金后，完成指定广告任务可获取收益，并在高校和各大媒体公开推广5年。2014年钛媒体质疑为其为庞氏骗局，但5年来钱宝网未发生兑付违约，多年致力国内慈善事业和服务三农，在天津爆炸事故发生后向天津捐款。
2015年11月5日，钱旺集团在南京市栖霞区紫东国际创意园举行全球研发总部启用仪式。钱旺集团董事局主席、钱宝网CEO张小雷出席启用仪式。年底，e租宝出事后，南京市有关部门要求钱宝网迁出南京。
2016年，钱宝网总部搬至上海，先后在紫竹高新区、漕河泾、周家嘴路等地办公，2017年8月有投资人发现钱宝网总部已人去楼空，但遭张小雷否认。
事发后，《纽约时报》中文网的报道指出，“钱宝网拥有可信性的虚假外表。当地官员参加过它组织的活动；它是南京马拉松和两支西班牙足球队——皇家社会队(Real Sociedad)和巴列卡诺闪电队(Rayo Vallecano)——的赞助商；中国的官方电视台网央视还专门介绍过钱宝网的创始人张小雷，这是成功的最终标志。”

## 钱宝案

### 2017年12月，钱宝案发
2016年8月，既有“钱宝网涉嫌诈骗，张小雷向南京警方自首”的传言。而经过公众、媒体的多年质疑、南京官方半公开的“封杀”后。最终于2017年12月26日，钱宝网实际控制人张小雷向南京市公安机关投案自首。27日上午，南京市公安局通过新浪微博的官方帐号“平安南京”发布张小雷自首的消息。此则消息最初被部分钱宝网投资人质疑真实性，怀疑是“平安南京”被盗号所发。
张小雷自首后，由南京市公安局江北新区分局（以下简称江北分局）立案侦查。随后，张小雷因涉嫌非法集资罪以及其他人士被江北新区分局采取刑事强制措施。。江苏警方称追回的钱款将按比例退还。
此前，钱旺集团在2013年投资成立南京钱宝足球俱乐部（后更名为成都钱宝足球俱乐部）。而2014年起，钱宝网与皇家社会合作，成为其赞助商。张小雷自首后，皇家社会称将与钱宝网解约，成都钱宝足球俱乐部称正进一步了解情况。
2018年1月22日，约两千名钱宝网投资人从邻近江苏最高权力机关——中共江苏省委驻地（北京西路70号）、江苏省政府驻地（北京西路68号）的南京艺术学院（北京西路74号）出发，向南京市人民政府驻地游行。投资人要示南京政府确保钱宝网正常运营，并与南京警方发生冲突。有投资人认为“当初‘钱宝网’能吸引大批投资人与政府造势有关，当局理应负起责任。”“我们是响应政府的号召，有多位高官给我们‘钱宝网’站台，还有一些媒体的渲染，我们才会倾家荡产地投入到‘钱宝网’里面的，因为我们相信政府，相信中央电视台，相信官媒，相信党，相信国家。我们投入了以后，你现在又说我们是非法的。所以我们现在必须要有一个说法。”
《纽约时报》中文网的报道指，南京警方通报，警方已采取行动，拘留了游行抗议的组织者，并警告其他人士。“政府审查人员似乎已经在社交媒体上删除了关于钱宝网的一些讨论，也删除了一些相关的新闻报道”。同时，“在一个政府严格管理一切的国家，许多投资者认为，如果出现问题，政府将采取措施，确保投资者不赔钱。”该报道中，东方资本研究公司(Orient Capital Research)创始人安德鲁∙科利尔(Andrew Collier)说，“中国和美国在消费者金融业最大的区别是，中国人有一种不直接言明的信念，即如果哪个产品或公司出现违约，政府的人就会介入”。
1月30日，南京市公安局官网开通“钱宝网用户配合调查取证受理登记平台”（钱宝网案件受理登记系统）。2月2日，南京市公安局通过“平安南京”，发布钱宝案详情。此前一日，经南京市浦口区人民检察院批准，江北新区分局以涉嫌非法吸收公众存款罪对张小雷、周某富、康某斌、于某建、端某飞等12人依法逮捕。
7月27日，南京市公安局江北新区分局依法对“钱宝系”企业实际控制人张小雷以涉嫌集资诈骗罪移送检察机关审查起诉。

### 2019年4月，南京中院一审
2019年4月1日，江苏省南京市中级人民法院对被告人张小雷集资诈骗一案依法公开开庭审理。南京市人民检察院派员出庭支持公诉，被告人张小雷及其辩护人到庭参加诉讼。6月21日，南京中院一审宣判，以集资诈骗罪判处张小雷有期徒刑15年，并处没收个人财产1亿元。张小雷当庭认罪，表示服从法院判决，不上诉。12月3日，南京市浦口区人民法院对钱宝网案被告人姜大海、端小飞等十二名被告人非法吸收公众存款罪案宣告一审判决，以非法吸收公众存款罪判处十二名被告人6年至2年6个月不等的有期徒刑，并处人民币50万元至20万元不等的罚金。

### 2020年6月，重要犯罪嫌疑人熊某引渡回国
钱宝网案重要犯罪嫌疑人熊某曾伙同张小雷等人通过钱宝网平台实施非法吸收存款犯罪，其在该网站从事技术支持工作。熊某于2017年6月潜逃境外，并花费25万欧元取得希腊居住权。2018年3月，南京市浦口区人民检察院以涉嫌非法吸收公众存款犯罪对熊某批准逮捕，同年6月，国际刑警组织对熊某发布红色通报，后希腊警方依据红色通报将熊某抓获，中国警方随即通过外交渠道向希司法部门提出引渡请求。2020年5月，希腊同意引渡熊某，6月28日，公安部猎狐工作组将熊某押解回国。熊某称，他在工作中发现苗头不对，公司“挣的钱，没有办法偿还用户的收益。”所以在张小雷投案前，熊某选择离开。而“他做数据分析的工作地点在上海，像他一样专门做数据分析的就有二三十人，熊某的工资高达每月五万元以上。”